# Magerrasen auf der Albhochfläche im Lkr. Eichstätt
Magerrasen auf der Albhochfläche im Lkr. Eichstätt este o arie protejată (arie specială de conservare — SAC, sit de importanță comunitară — SCI) din Germania întinsă pe o suprafață de 56,49 ha, integral pe uscat.

## Localizare
Centrul sitului Magerrasen auf der Albhochfläche im Lkr. Eichstätt este situat la coordonatele 48°50′15″N 11°36′11″E / 48.8375°N 11.6031°E.

## Înființare
Situl Magerrasen auf der Albhochfläche im Lkr. Eichstätt a fost declarat sit de importanță comunitară în noiembrie 2004 pentru a proteja un număr necunoscut de specii din flora spontană și fauna sălbatică aflate în arealul zonei. Situl a fost protejat și ca arie specială de conservare în aprilie 2016.

## Biodiversitate
Situată în ecoregiunea continentală, aria protejată conține 4 habitate naturale: Pajiști carstice calcaroase sau bazofile, de Alysso-Sedion albi, Pajiști uscate seminaturale și facies de acoperire cu tufișuri pe substraturi calcaroase (Festuco-Brometalia) (* situri importante pentru orhidee), Pajiști uscate seminaturale și facies de acoperire cu tufișuri pe substraturi calcaroase (Festuco-Brometalia) (* situri importante pentru orhidee), Fânețe de joasă altitudine (Alopecurus pratensis, Sanguisorba officinalis).
La baza desemnării sitului se află un număr nedeclarat de specii protejate.